# Lucien Poujade
Lucien Poujade, né à Millau le 3 mars 1847 et mort à Courbevoie le 12 avril 1914, est un violoniste, compositeur et chef d'orchestre français.

## Biographie
Premier prix de violon au conservatoire de Marseille, on lui doit une trentaine de musiques de chansons sur des paroles, entre autres, du poète Charles Quinel ainsi que des valses, des polkas et des marches.

## Œuvres

### Musique d'opéra et d'opérette
- 1878 : Le Coq de Viroflay, opérette en 1 acte, livret de Paul de Sède, au théâtre des Bouffes-Parisiens (27 janvier)
- 1882 : La Mille et deuxième nuit, opéra-bouffe à spectacle en 3 actes, livret de Richard Lesclide (sous le nom de Pierre Richard) et Paul Burani, au théâtre de Reims (27 décembre)[2],[3]
- 1889 : Le Roitelet, opéra-comique en 3 actes, livret d'Alexandre Hardy, au théâtre des Bouffes-Parisiens
- 1893 : La Chilienne de Majago, livret d'Edmond Benjamin, au théâtre de l'Olympia (décembre)
- 1894 : Barbentane, opérette en 3 actes, au théâtre des Menus-Plaisirs[4]
- 1894 : L'Empereur des dos, opérette en 1 acte, livret d'Oscar Méténier, G. Lebraut et Christian de Trogoff, au Concert Lisbonne (11 juillet)
- 1900 : Chair divine, mimodrame lyrique en 1 acte, livret de Marcel Mouton, au théâtre Mondain (1er juin)
- 1900 : La Vénus d'Arles, pantomime en 1 acte, livret de René Dubreuil et Charles Quinel, musique de Lucien Poujade et Jules Mulder, au théâtre Mondain (31 octobre)
- 1906 : La Guerre des femmes, comédie lyrique en 4 actes et 5 tableaux, livret de Paul Lordon, au Grand-Théâtre de Bordeaux (30 novembre)

### Musique de scène
- 1882 : La Petite Reinette, comédie-vaudeville de Clairville et William Busnach, au théâtre des Galeries Saint-Hubert à Bruxelles (septembre)
- 1894 : La Grande blonde, drame en 1 acte, en prose, de Jules de Marthold, au Concert Lisbonne, (8 juin)

### Musique de ballet
- 1879 : Les Séléniennes, ballet, livret de Félix Ribeyre, aux Folies-Bergère (18 juin)
- 1889 : Le Guide bleu, ballet-revue, livret de René de Cuers et Henri Jahyer, aux Concerts Favart (1er novembre)
- 1893 : Les Roses, ballet, aux Folies-Bergère
- 1900 : La Belle et l'abeille, ballet-pantomime, au théâtre Mondain (1er juin)

### Musique d'harmonie et de fanfare
- 1880 : Le Canon du Palais-Royal, avec E. Gros, polka
- 1898 : Marche des cadets de Gascogne, d'après Cyrano de Bergerac d'Edmond Rostand.